# Longzhou
 Longzhou  (chino simplificado: 龙州; pinyin: Lóngzhōu; Zhuang: Lungzcou) es un condado bajo la administración  de la ciudad-prefectura de Chongzuo, en la región autónoma Zhuang de Guangxi, República Popular China. Limita al norte con  Daxin, al sur con Pingxiang y Ningming, al oeste con Vietnam y al este con Chongzuo. 
Su extensión es de 2.317 km². Se encuentra a una altitud de 400 m sobre el nivel del mar.

## Demografía
Según estimaciones de 2010, contaba con 260.200 habitantes. El 95% de la población pertenece al grupo étnico de los zhuang, por lo que constituye uno de los lugares con mayor concentración de la etnia zhuang.